# Cupa României 1971-1972
Ediția 1970-1971 a fost a 34-a ediție a Cupei României la fotbal. A fost câștigată de Rapid București, care a învins-o în finală pe Jiul Petroșani cu scorul de 2-1. A fost al optulea trofeu al cupei câștigat de Rapid, la distanță de 30 de ani de al 7-lea din 1942. Câștigătoarea ediției anterioare, Steaua București, a fost eliminată în șaisprezecimi de Politehnica Timișoara.

## Desfășurare
Toate meciurile, exceptând finala (care a avut loc în București) s-au jucat pe teren neutru. În șaisprezecimi au participat 32 de echipe, din care făceau parte și cele din Divizia A. Dacă după 90 de minute scorul era egal se jucau două reprize de prelungiri a câte 15 minute. Dacă după prelungiri scorul era tot egal, echipa din liga inferioară se califica mai departe. Dacă ambele echipe jucau în aceeași ligă, atunci soarta calificării se decidea la loviturile de departajare. În cazul în care în faza șaisprezecimilor se consemna un rezultat de egalitate după prelungiri, atunci echipa oaspete se califica în următoarea etapă. Sferturile și semifinalele s-au jucat în două manșe.

## Șaisprezecimi
| Data          | Oraș                 | Echipă gazdă | Echipă oaspete      | Rezultat         |
| ------------- | -------------------- | ------------ | ------------------- | ---------------- |
| 1 martie 1972 | Poli Timișoara       | –            | Steaua București    | 2:0 (1:0)        |
| 5 martie 1972 | Petrolistul Boldești | –            | ASA Tîrgu Mureș     | r 1:2 (1:0, 1:1) |
|               | Tractorul Brașov     | –            | Politehnica Iași    | 3:0 (0:0)        |
|               | Metalul București    | –            | Steagul Roșu Brașov | 1:0 (1:0)        |
|               | Dunărea Calafat⁠(d)   | –            | Petrolul Ploiești   | 1:0 (1:0)        |
|               | Unirea Drăgășani     | –            | UTA Arad            | 2:0 (0:0)        |
|               | Oțelul Galați        | –            | Farul               | r 2:1 (0:0, 1:1) |
|               | Medgidia⁠(d)          | –            | CFR Cluj            | 0:2 (0:2)        |
|               | CSM Moinești         | –            | Dinamo București    | 1:4 (0:2)        |
|               | Odorheiu Secuiesc    | –            | Jiul Petroșani      | 0:3 (0:0)        |
|               | Metalul Plopeni      | –            | FC Bihor            | 1:2 (1:0)        |
|               | Râmnicu Sărat        | –            | Argeș Pitești       | 0:3 (0:2)        |
|               | Olimpia Satu Mare    | –            | U Craiova           | 2:1 (1:1)        |
|               | CFR Timișoara        | –            | SC Bacău            | r 0:1 (0:0, 0:0) |
|               | Minaur Zlatna        | –            | Rapid București     | r 0:0            |
| 9 martie 1972 | F.C. Baia Mare       | –            | Universitatea Cluj  | r 0:0            |

## Optimi
| Data           | Oraș           | Echipă gazdă      |   | Echipă oaspete     | Rezultat         |
| -------------- | -------------- | ----------------- | - | ------------------ | ---------------- |
| 15 martie 1972 | Arad           | Poli Timișoara    | – | FC Bihor           | r 1:1 (0:1, 1:1) |
|                | Brașov         | Jiul Petroșani    | – | SC Bacău           | 1:0 (1:0)        |
|                | Câmpina        | Metalul București | – | Argeș Pitești      | 3:1 (1:0)        |
|                | Oradea         | ASA Tîrgu Mureș   | – | Olimpia Satu Mare  | 2:0 (0:0)        |
|                | Piatra Neamț   | Oțelul Galați     | – | Universitatea Cluj | r 0:0            |
|                | Pitești        | Rapid București   | – | Unirea Drăgășani   | 2:0 (2:0)        |
|                | Ploiești       | Dinamo București  | – | Tractorul Brașov   | 3:2 (1:0)        |
|                | Râmnicu Vâlcea | CFR Cluj          | – | Dunărea Calafat⁠(d) | 2:0 (2:0)        |

## Sferturi
| Data           | Oraș          | Echipă gazdă      |   | Echipă oaspete  | Rezultat         |
| -------------- | ------------- | ----------------- | - | --------------- | ---------------- |
| 29 martie 1972 | Brașov        | Rapid București   | – | Oțelul Galați   | r 1:0 (0:0, 0:0) |
|                | Hunedoara     | Jiul Petroșani    | – | CFR Cluj        | 4:1 (1:1)        |
|                | Sibiu         | Metalul București | – | ASA Tîrgu Mureș | 4:1 (1:1)        |
|                | Turnu Severin | Dinamo București  | – | Poli Timișoara  | 2:0 (1:0)        |

## Semifinale
| Data         | Oraș      | Echipă gazdă    |   | Echipă oaspete    | Rezultat                 |
| ------------ | --------- | --------------- | - | ----------------- | ------------------------ |
| 28iunie 1972 | București | Rapid București | – | Metalul București | 3:2 (1:0)                |
|              | Pitești   | Jiul Petroșani  | – | Dinamo București  | d.p. 7:6 (0:1, 2:2, 2:2) |

- Notă: Meciul dintre Jiul Petroșani și Dinamo București este primul meci din Cupa României a cărui rezultat a fost decis la loviturile de departajare.

## Finala
| 2 iulie 1972 | Rapid București                      | 2 – 0 | Jiul Petroșani | Stadionul 23 August, București Spectatori: 60.000 Arbitru: Gheorghe Limona (București) |
| 2 iulie 1972 | 3' Stelian Marin 27' Alexandru Neagu |       |                | Stadionul 23 August, București Spectatori: 60.000 Arbitru: Gheorghe Limona (București) |

| RAPID BUCUREȘTI: |                       |     |
|                  |                       |     |
| P                | Răducanu Necula       |     |
| F                | Ion Pop               |     |
| F                | Nicolae Lupescu       |     |
| F                | Alexandru Boc         |     |
| F                | Ion Gheorghe Codrea   |     |
| M                | Iordan Angelescu      |     |
| M                | Ion Dumitru           |     |
| A                | Stelian Marin         |     |
| A                | Constantin Năsturescu |     |
| A                | Alexandru Neagu       |     |
| A                | Teofil Codreanu 66'   |     |
| Înlocuiri:       |                       |     |
| A                | Marian Petreanu       | 66' |
| Antrenor:        |                       |     |
| Bazil Marian     |                       |     |

| JIUL PETROȘANI: |                           |     |
|                 |                           |     |
| P               | Vasile Suciu              |     |
| F               | Alexandru Georgescu       |     |
| F               | Nicolae Georgevic         |     |
| F               | Andrei Stocker            |     |
| F               | Gogu Tonca                |     |
| M               | Adrian Dodu               |     |
| M               | Gheorghe Kotormani        |     |
| A               | Dumitru Urmeș             | 49' |
| A               | Gheorghe Mulțescu         |     |
| A               | Petre Libardi             |     |
| A               | Cristian Făgaș            |     |
| Înlocuiri:      |                           |     |
| A               | Dumitru Constantin Stoian | 49' |
| Antrenor:       |                           |     |
| Eugen Iordache  |                           |     |